# 마르첼로 트로타
마르첼로 트로타(이탈리아어: Marcello Trotta, 1992년 9월 29일 ~ )는 이탈리아의 축구 선수이다. 스트라이커이며 현재 US 아벨리노 1912에서 활약하고 있다.